# Do Qandar
Do Qandar (persiska: دو قندر, دغندر) är en ort i Iran.   Den ligger i provinsen Kerman, i den centrala delen av landet, 700 km sydost om huvudstaden Teheran. Do Qandar ligger 2 523 meter över havet och antalet invånare är 186.
Terrängen runt Do Qandar är kuperad. Runt Do Qandar är det ganska glesbefolkat, med 39 invånare per kvadratkilometer. Närmaste större samhälle är Rīseh, 13,6 km sydost om Do Qandar. Omgivningarna runt Do Qandar är i huvudsak ett öppet busklandskap.